# Kobrow
Kobrow ist eine Gemeinde im Landkreis Ludwigslust-Parchim in Mecklenburg-Vorpommern. Sie wird vom Amt Sternberger Seenlandschaft mit Sitz in der Stadt Sternberg verwaltet.

## Geografie und Verkehr
Kobrow befindet sich zwei Kilometer südlich von Sternberg im Bereich der Sternberger Seenplatte. Die Gemeinde ist umgeben von einer bewaldeten Seelandschaft. Im Gemeindegebiet befinden sich drei größere Seen: Schönfelder See, Dannhuser See und Hofsee. Kobrow selbst liegt am Hofsee. Die Gemeinde grenzt im Norden an die B 192. Die Anhöhen im Gemeindegebiet liegen knapp unter 60 m ü. NHN.
Ortsteile der Gemeinde sind Wamckow, Kobrow I, Dessin, Kobrow II und Stieten.

## Geschichte

### Kobrow
Kobrow wurde am 5. Mai 1307 erstmals urkundlich erwähnt, als Fürst Heinrich von Mecklenburg dem Sternberger Bürger Heinrich Trendekopp seinen Anteil am Dorfe Kobrow verkaufte. 1325 stiftet Heinrich von Mecklenburg eine Vikarie in der Kirche zu Sternberg und gift II houen in dorp Kobrow. Am 7. April 1333 verpfändete Fürst Albrecht von Mecklenburg dem Kloster Doberan außer der vom König Erich von Dänemark schon verpfändeten Bede noch die Gerechtigkeit in den Dörfern Parkentin und Bartenshagen. Als Zeugen waren auch Arnoldus de Gotland, Thidiricus Horn als Consul in Rostock und Johannes Roekogele als Magister in Wismar anwesend.
Dieser bedeutende Rechtsakt unter Anwesenheit zahlreicher politischer Würdenträger fand auf dem Friedhof zu Kobrow statt.
Die Herkunft des Namens Kobrow wird unterschiedlich gedeutet. Auf der einen Seite könnte er vom altslawischen kovru und polnischen kobierzec abgeleitet sein, was Teppich bedeuten würde. Andere sehen eine Ableitung aus dem Wort Koberov, wobei es sich um einen Flur- oder Gewässernamen handeln könnte, der wiederum in dem polabischen Wort kobère seinen Ursprung haben könnte, welches für Klettenort steht. Möglich sind auch die Herleitung vom altslawischen Wort kob für Weissagung, kobyla  für Stute oder aus dem Wendischen kobrow für Dillhof, also Hof auf dem Dill angebaut wird.
Der Ort war ursprünglich ein adliges Gut. Ab 1848 wird Kobrow beim Dominal-Amt genannt. 1908 ein Bauerndorf mit acht Erbpachtstellen, fünf Büdnereien, eine Schmiede und 18 Häuslern, eine Schule und ein Chausseehaus. Zwei Bauernstellen waren Kobrow II. Zu DDR-Zeiten war es eine Siedlung des Volkseigenen Gut.

### Stieten
wurde erstmals am 3. März 1255 in Dobbertin erwähnt, als dort Bischof Rudolf I. von Schwerin den Fürsten Pribislaw I. von Parchim-Richenberg mit dem Zehnten wegen der Zehenden im lande Parchem in den Städten Parchim und Plau und den Zehenden im Dorffe Lelekowe und Stitne belehnte. Acta in Dobbertin. 1262 verlieh Johann, Fürst von Mecklenburg, dem Kloster Dobbertin eine Hufe im Dorffe Stitne, welche Hinricus von Rolstede besessen hat. Papst Urban IV. nahm am 28. Januar 1263 in Orvieto das Kloster Dobbertin und seine Güter, darunter auch eine hufe zu Stitne, unter seinen Schutz. 1311 wurde Stiten als achte huuen des dorpe Stitende genannt.
Stieten war bis ins 20. Jahrhundert ein adliges Gut. Der Ort wurde am 1. Juli 1950 eingemeindet.

### Wamckow
wurde 1256 erstmals erwähnt, als Pribislaw I. seinem Kaplan Jordan die Pfarre zu Wahmkow verlieh. In der folgenden Zeit siedelten im Kirchdorf Wamckow zwölf Bauern sowie Häusler und Handwerker. Neben dem Gut gab es im Dorf eine kleine Schule, eine Mühle, eine Kalkbrennerei und eine Schmiede mit Krug. 1894 hatte Wamckow 145 Einwohner. Die Ziegelei mit Wohnhaus, Stallgebäude, Klutenschauer, Brennofen und Ziegelscheune lag 1850 am Landweg nach Ruest. 1922 war Wamckow ein Allodgut zu freiem Eigentum des Carl (auch Karl) Hinrich von Engel und umfasste eine Größe von 678 ha Land.
Besitzer 
- 1603 von Plessen.
- 1791 von Bülow.
- 1851 Jobst Heinrich von Bülow.
- 1871 Ernst von Bülow.
- 1903 Familie von Engel, vertreten durch Carl Hinrich von Engel (* 1901), Sohn des Carl von Engel (1866–1922),[12] Enkel des Adolf von Engel.
- 1994 Familie Rethmann.

Das um 1810 durch David Anton Kufahl im klassizistischen Stil umgebaute aus dem 18. Jahrhundert stammende Gutshaus wurde nach Verfall, Vandalismus und Einsturzgefahr 1994 abgebrochen. Danach wurde eine zweigeschossige Dreiflügelanlage mit Satteldach als Neubau errichtet. In der Zeit von 1993 bis 1996 wurde die kleine Feldsteinkirche innen und außen aufwendig saniert und der Friedhof mit einer Feldsteinmauer versehen.

### Dessin
Das sehr große Rittergut Wamckow wurde 1871 geteilt und es entstand neben der Ziegelei die Meierei Neu-Wamckow als selbstständiges Gut von 393 ha und ein Tagelöhnerdorf, das nach den Vorfahren Dessin genannt wurde und von Anton von Bülow bewirtschaftet wurde. Anton von Bülow heiratete am 25. April 1879 Elisabeth von Uslar aus Wilhelmshof bei Tessin. Zum Gutshof gehören heute neben dem einstigen Gutshaus ein 0,7 ha großer Park mit altem Baumbestand und eine Stallscheune. Das Gutshaus ist ein neunachsiges eingeschossiges Backsteingebäude mit Satteldach. Den Drempel schmückt an beiden Fronten ein Rundbogenfries.
In den zwei Rundfenstern im Giebel der Stallscheune aus Backstein befinden sich noch gusseiserne Davidsterne. Die im sanierten ehemaligen Gutshaus wohnenden Behinderten werden seit der Wende vom Diakoniewerk Kloster Dobbertin betreut. Es dient heute unter dem Namen Wohnheim Fliederhof Dessin als stationäre Einrichtung für Menschen, die aufgrund eines jahrelangen Alkoholgenusses körperliche, kognitive, psychische und soziale Probleme aufweisen.
Besitzer
- 1870 Jobst Heinrich von Bülow.
- 1871 Anton von Bülow.
- 1906 Anton von Bülow, Pächter Karl Barner.
- 1924 Heinrich Strauch, Pächter Hugo Balle.
- 1927 Dr. Ulrich Kluge.
- 1945 Bodenreform.
- 1959 LPG Dessin.
- 1994 Norbert Rethmann.

### Schönfeld
existierte 1332 als ein bewohntes Dorf, welches 1300 als Schoneveltt erstmals erwähnt wurde. Dieses wurde jedoch bald darauf wüst. 1852 hat es erneut zwei Erbpachthufen gegeben, seit 1924 nur noch ein einzelnes Erbpachtgehöft.

## Politik

### Gemeindevertretung und Bürgermeister
Der Gemeinderat besteht (inkl. Bürgermeister) aus 7 Mitgliedern. Die Wahl zum Gemeinderat am 26. Mai 2019 hatte folgende Ergebnisse:
| Partei/Bewerber          | Prozent | Sitze |
| ------------------------ | ------- | ----- |
| CDU                      | 57,84   | 3     |
| Freie Wählergemeinschaft | 42,16   | 3     |

Bürgermeister der Gemeinde ist Olaf Schröder (CDU), er wurde mit 81,87 % der Stimmen gewählt.

### Wappen
| Wappen von Kobrow | Blasonierung: „Über blauem Wellenschildfuß gespalten; vorn in Gold eine ausgerissene grüne Klette; hinten in Grün eine ausgerissene goldene Fichte.“ |
| Wappen von Kobrow | Wappenbegründung: Das Wappen wurde anlässlich der 700-Jahr-Feier geschaffen und verbindet ein redendes Zeichen und zwei landschaftliche Sinnbilder. Mit der Klette wird der Bezug zu dem aus dem Slawischen stammenden Ortsnamen (kober = Klette) hergestellt. Der Wellenschildfuß und die Fichte symbolisieren die Lage der Gemeinde inmitten einer bewaldeten Seenlandschaft, insbesondere am Hofsee. Das Wappen und die Flagge wurde von dem Schweriner Heraldiker Karl-Heinz Steinbruch gestaltet. Es wurde zusammen mit der Flagge am 31. Mai 2007 durch das Ministerium des Innern genehmigt und unter der Nr. 314 der Wappenrolle des Landes Mecklenburg-Vorpommern registriert. |

### Flagge

Flagge der Gemeinde Kobrow

Die Flagge ist gleichmäßig und quer zur Längsachse des Flaggentuchs von Grün und Gelb gestreift. In der Mitte des Flaggentuchs liegt, auf jeweils ein Drittel der Länge des grünen und des gelben Streifens übergreifend, das Gemeindewappen. Die Höhe des Flaggentuchs verhält sich zur Länge wie 3:5.

### Dienstsiegel
Das Dienstsiegel zeigt das Gemeindewappen mit der Umschrift „GEMEINDE KOBROW“.

## Sehenswürdigkeiten
- Kobrower Agrarmuseum
- Mecklenburgisches Kutschenmuseum in Kobrow II.
- Feldsteinkirche Wamckow

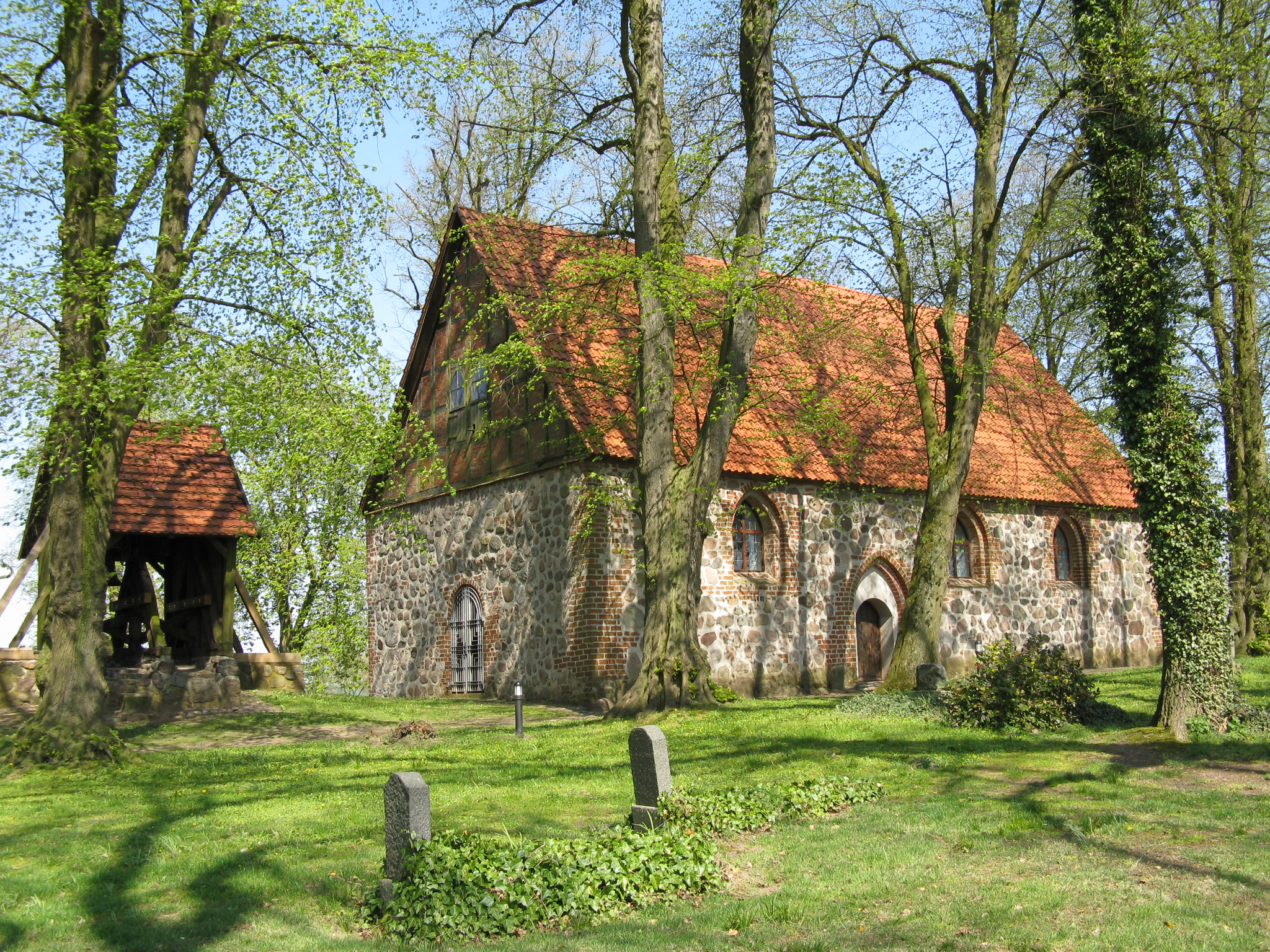
Feldsteinkirche in Wamckow (2009)
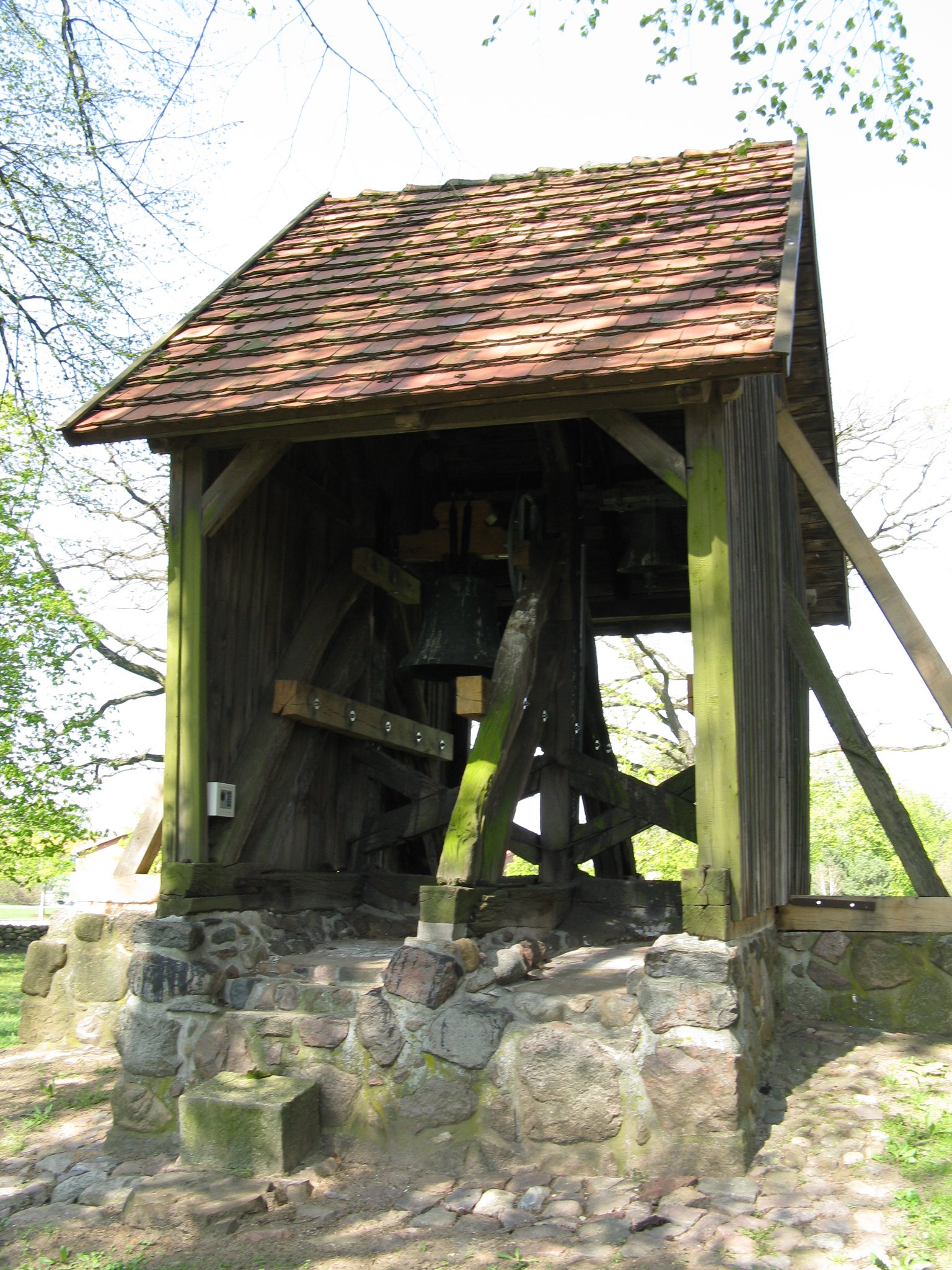
Glockenstuhl in Wamckow (2009)
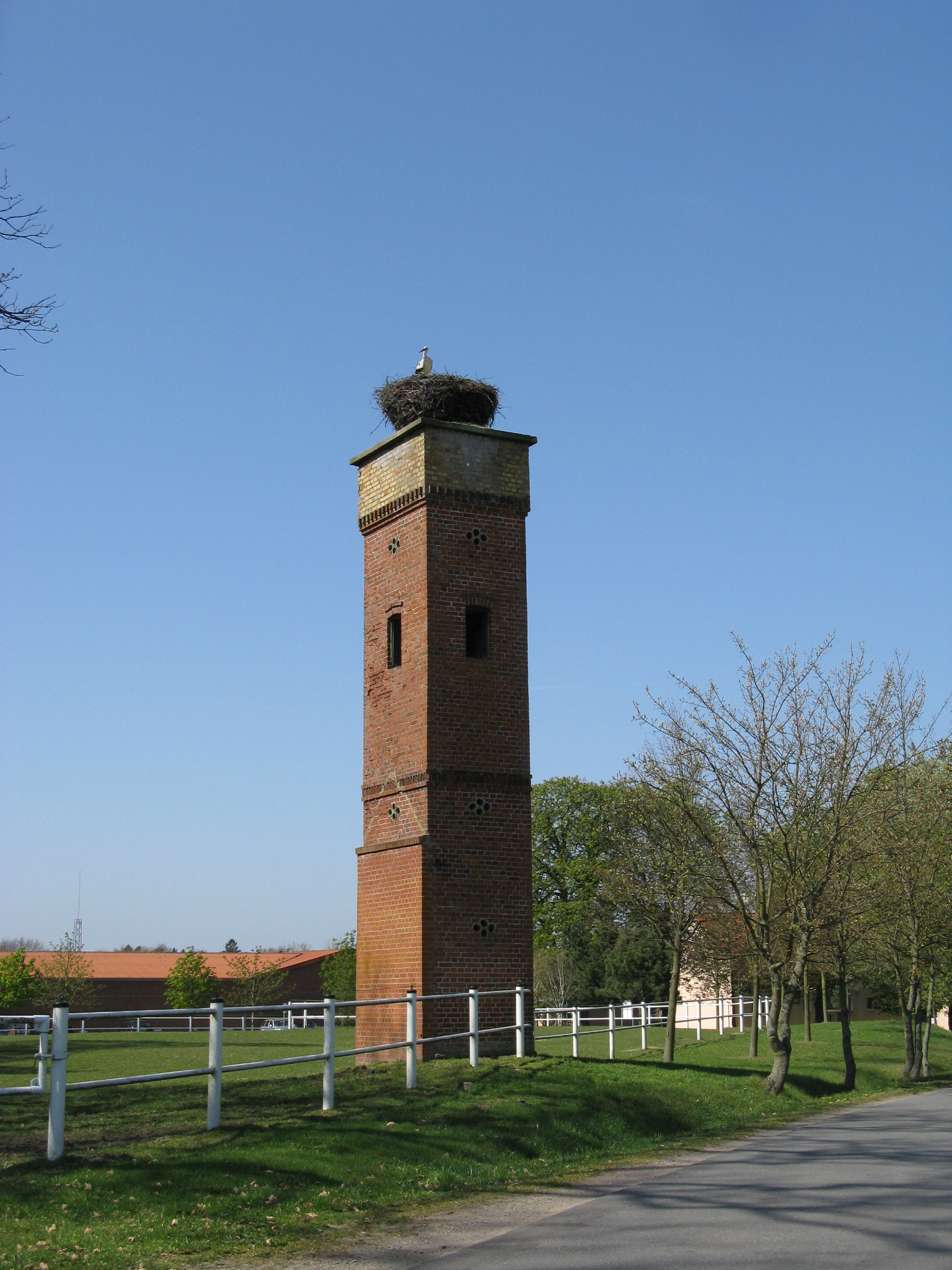
Turm mit Storchennest in Wamckow (2009)
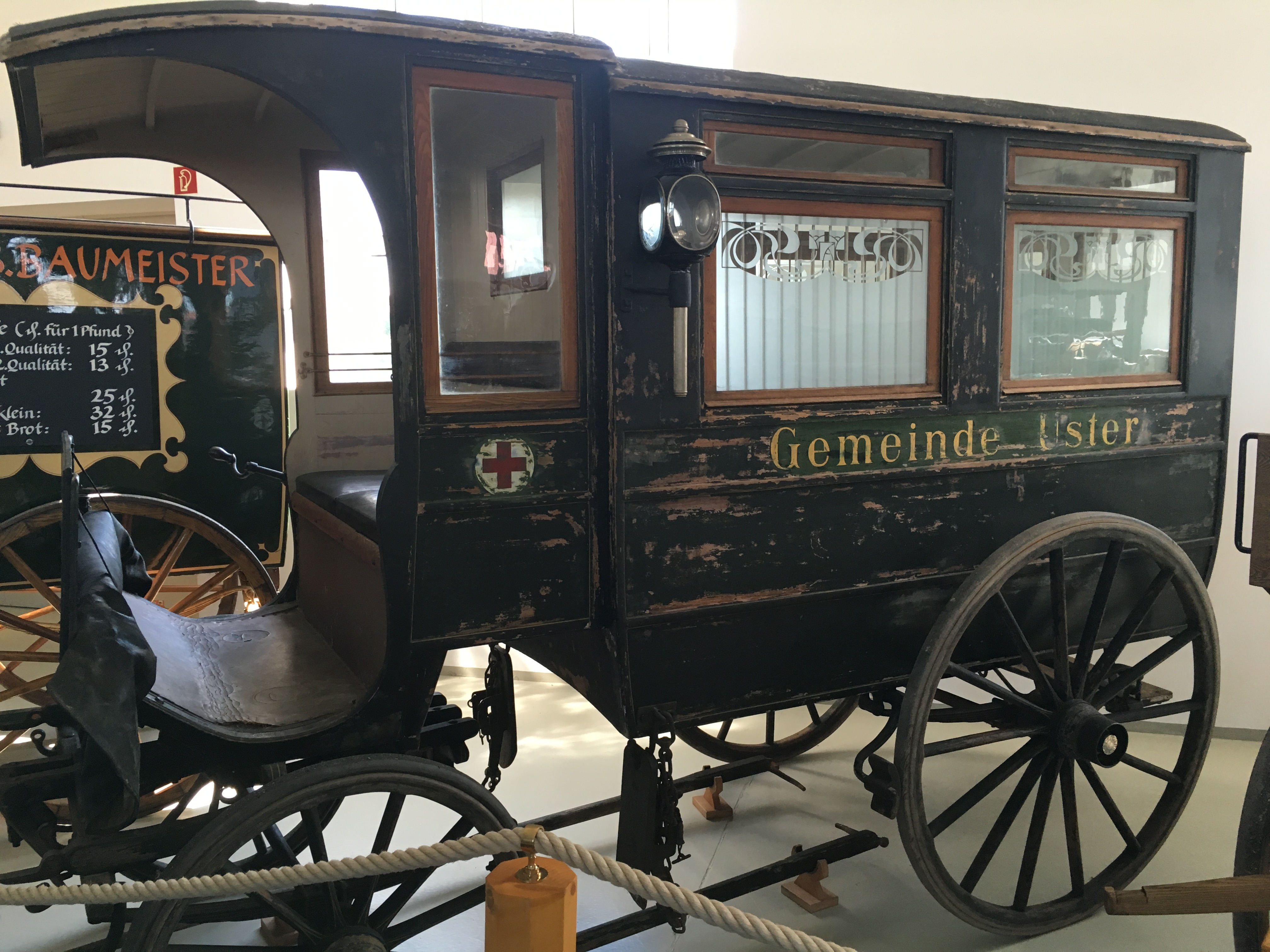
Schweizer Krankenwagen im Mecklenburgischen Kutschenmuseum (2016)

## Mit dem Ort oder heutigen Ortsteilen verbundene Persönlichkeiten

### Dessin
- Alexander von Bülow, Jagdschriftsteller und Oberlandforstmeister in Mecklenburg

### Kobrow
- Elisabeth Hillebrandt (1886–nach 1930), Schriftstellerin
- Anny Funke-Schmidt (1904–1967), Berufsschullehrerin und Bildhauerin in Braunschweig
- Familie Rethmann (1994–0000)

### Gedruckte Quellen
- Mecklenburgisches Urkundenbuch (MUB)
- Mecklenburgische Jahrbücher (MJB)

### Ungedruckte Quellen
Landeshauptarchiv Schwerin (LHAS)
- LHAS 5.12-3/1 Mecklenburg-Schwerinsches Ministerium des Innern. Nr. 23469 Erbauung einer Nebenchaussee von Wamckow über Dessin an die Parchim-Sternberger Chaussee bei Turloff, 1904–1923.
- LHAS 5.12-4/3 Ministerium für Landwirtschaft, Domänen und Forsten, Abteilung Siedlungsamt. Nr. 3571 Ritterschaftliches Landgut Wamckow, 1934–1944, 1946–1949.

Kreisarchiv Nordwestmecklenburg
- Rat des Kreises Wismar, Nr. I/2739, 155. Ratssitzung vom 10. Oktober 1951. Beschluss: Einrichtung eines dritten Schulraumes in der Schule Wamckow.